# Jajce

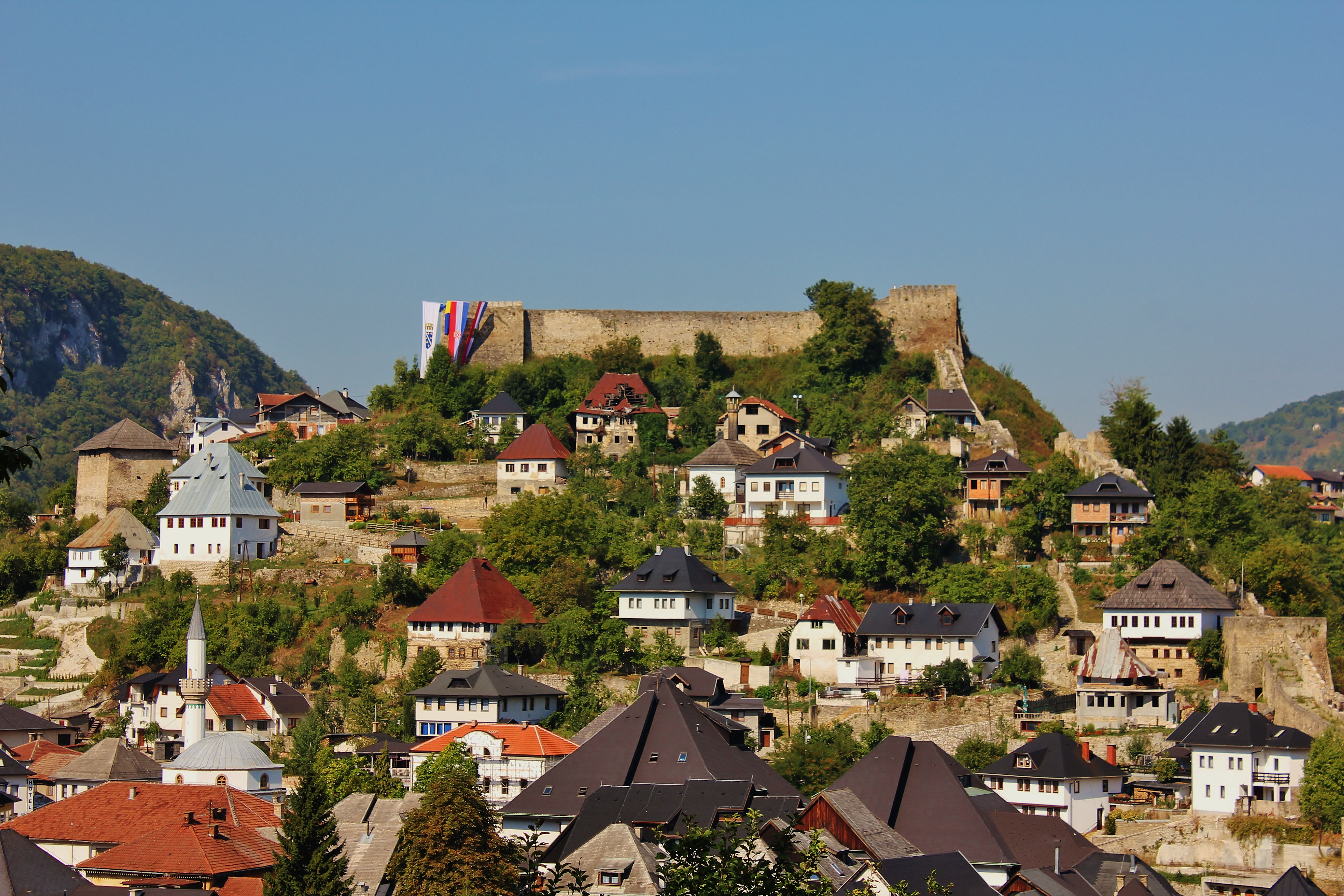
Altstadt von Jajce

Jajce (kyrillisch Јајце; deutsch veraltet Jaitze) ist eine Stadt und Verbandsgemeinde im Kanton Zentralbosnien. Sie liegt etwa 70 km südlich von Banja Luka in Bosnien und Herzegowina. Jajce war vor der Eroberung durch das Osmanische Reich Sitz der Könige Bosniens.

## Geographie
Jajce liegt im Zentrum Bosnien und Herzegowinas auf dem Gebiet der Föderation Bosnien und Herzegowina. Die Altstadt liegt auf einem Burgberg, der im Süden von der Pliva und im Osten vom Vrbas begrenzt wird. Südwestlich der Altstadt fließt die Pliva über einen etwa 20 m hohen Wasserfall in die Vrbas-Schlucht. Die zu einem großen Teil bewaldeten Berge in der Umgebung erheben sich bis auf 1400 m.
Die Gemeinde Jajce wird im Norden, Nordosten und Westen von der Republika Srpska begrenzt. Die Nachbargemeinden innerhalb der Föderation sind Dobretići im Osten, Travnik im Südosten und Donji Vakuf im Süden.
Nordwestlich von Jajce liegen Mrkonjić Grad, Ključ und Bihać.

### Gemeindegliederung
Zur Gemeinde Jajce gehören neben der Stadt selbst die Ortschaften Barevo, Biokovina, Bistrica, Bravnice, Bučići, Bulići, Carevo Polje, Ćusine, Divičani, Donja Šibenica, Donji Bešpelj, Donje Mile, Doribaba, Gornja Šibenica, Gornje Mile, Gornji Bešpelj, Kamenice, Klimenta, Krezluk, Kruščica, Kuprešani, Lendići, Lučina, Lupnica, Pšenik, Peratovci, Podlipci, Podmilačje, Rika, Seoci, Skela, Smionica, Vinac, Vlasinje, Vukičevci, Vrbica und Zgone.

## Geschichte
Auf dem Stadtgebiet wurden Relikte aus der Bronze- und Eisenzeit gefunden. Eine erste dauerhafte Besiedelung der Gegend erschließt sich aus dem ältesten bestehenden Denkmal, einem Tempel des Gottes Mithras aus dem 4. Jahrhundert nach Christus.
Jajce wird im Jahre 1396 im Titel von Hrvoje Vukčić Hrvatinić erstmalig schriftlich erwähnt. Der auch Split und große Teile Dalmatiens beherrschende Herzog, welcher in der zeitgenössischen aber auch späteren Literatur „ungekrönter König Bosniens“ genannt wurde, ließ damals am Zusammenfluss von Pliva und Vrbas eine bestehende Festung, womöglich auch Stadt ausbauen und machte diese zu seinem Sitz. Es erlangte so nicht nur politische, sondern auch wirtschaftliche Bedeutung als Zentrum des bosnischen Staates. Jelena Hrvatinić geb. Nelipčić, die Witwe des Herzogs, heiratete nach dessen Tod den bosnischen König Stjepan Ostoja. So kam die Stadt Jajce in den Besitz der Familie Kotromanić und wurde zur Königstadt. Diese Glanzzeit endete jedoch schon 1463. Stjepan Tomašević wurde im November 1461 als letzter bosnischer König durch den päpstlichen Legaten Nikola von Modruš, einen dalmatinischen Humanisten, in Jajce gekrönt, bevor er 1463 von den Osmanen gefangen genommen und hingerichtet wurde. Im selben Jahr nahmen diese die Stadt zum ersten Mal ein, wurden jedoch von den Kroaten unter Führung von Knez Krsto Frankopan, welcher im Auftrag des ungarisch-kroatischen Königs Matthias Corvinus handelte, zurückgeschlagen. Matthias Corvinus etablierte 1464 die „Jajačka Banovina“ (Banovina Jajce).
Ivaniš Berislavić, ein Adliger eines kroatischen Geschlechts, war von 1504 bis 1514 Banus von Jajce. Seine Aufgabe war es, die Grenzen des zum Königreich Ungarn gehörenden Kroatien vor osmanischen Angriffen zu schützen. Nach der Schlacht bei Mohács 1526 kam die Stadt zum Osmanischen Reich.
Ab 29. Juli 1878 besetzten Truppen Österreich-Ungarns gemäß der Beschlüsse des Berliner Kongresses Bosnien und Herzegowina. Jajce selbst wurde am 7. August besetzt. Zuvor war es in der Umgebung der Stadt zu Gefechten gekommen.
Während des Zweiten Weltkrieges war Jajce aufgrund seiner Lage in unbesetztem Gebiet Schauplatz wichtiger politischer Ereignisse. Im Gebäude des ehemaligen Sokol-Turnvereins traf sich vom 21. bis 29. November 1943 die 2. Versammlung des Antifaschistischen Volksbefreiungsrates (AVNOJ), auf der historische Beschlüsse gefasst und das föderalistische Konzept für das sozialistische Jugoslawien entwickelt wurden (AVNOJ-Beschlüsse). Daher gilt Jajce als Gründungsort der Sozialistischen Föderativen Republik Jugoslawien.
Vor dem Bosnienkrieg lebten in Jajce etwa 45.000 Menschen; heute hat die Gemeinde um 30.000 Einwohner, meist bosnische Kroaten und Bosniaken. Bei der Rückkehr von Kriegsvertriebenen kam es wiederholt zu Spannungen, denen im Jahr 1997 ein Mensch zum Opfer fiel. Während des Krieges spalteten sich die westlichen Ortsteile der Gemeinde Jajce ab und bilden heute die Gemeinde Jezero in der Republika Srpska.

## Kultur und Sehenswürdigkeiten
Vor dem Krieg war das Stadtgebiet von Jajce in der Bewertung nach der Wichtigkeit des Schutzes des kulturellen Erbes in seiner ursprünglichen Form der höchsten Kategorie zugeordnet. Von den 22 Denkmälern in der Stadt besaßen 10 Objekte den Rang der größten Bedeutung. Von der Zeit als Königsstadt zeugt der gut erhaltene Stadtkern.
Abgesehen vom römischen Tempel stammen die meisten erhaltenen Denkmäler aus dem Mittelalter. Zu erwähnen sind hier der Turm des heiligen Lukas mit der dazugehörigen Kirche der heiligen Maria. Diese Kirche wurde nach der osmanischen Eroberung zu einer Moschee umgebaut. Der Glockenturm wurde zum Minarett. In unmittelbarer Nähe befinden sich der Bärenturm und die sogenannten Katakomben, die eine unterirdische Kirche mit den Gräbern des Herzogs Hrvatinić und den dazugehörigen Befestigungsanlagen beherbergen. Diese sind in ihrer ursprünglichen Form erhalten geblieben.
Zwei große Imperien, das osmanische und das österreich-ungarische, die diese Stadt von 1528 bis 1918 beherrschten, haben mit ihren Lebensweisen und Baustilen die Stadt geprägt. Aus dieser Zeit sind viele Gebäude von kulturgeschichtlicher Bedeutung erhalten geblieben. Unter den Moscheen ist die bedeutsamste die Esma-Sultanija-Moschee. Zudem gibt es die Sinan-Beg- oder Okić-Moschee und die Dizdar- oder Frauen-Moschee.
Jajce ist außerdem bekannt durch den Pliva-Wasserfall und die mittelalterlichen Befestigungsanlagen im Stadtzentrum, die Pliva-Seen, einige gut erhaltene Wassermühlen und den Wallfahrtsort Podmilačje in der näheren Umgebung. Das Gebäude, in dem die zweite AVNOJ-Versammlung stattgefunden hatte, enthält ein Museum mit Dokumenten zur Gründung des sozialistischen jugoslawischen Staates.
Die Altstadt von Jajce kandidiert seit 2006 für die Aufnahme in die Liste des UNESCO-Weltkulturerbes; die Entscheidung ist noch ausstehend.

## Bevölkerung
Der Bosnienkrieg hat die ethnische Zusammensetzung der Bevölkerung von Jajce verändert. Nach der Eroberung durch die VRS 1992 wurde die nichtserbische Bevölkerung vertrieben. Bei der Rückeroberung durch die HVO 1995 wurde die serbische Bevölkerung vertrieben und die kroatische, später die muslimische, Bevölkerung kehrte zurück.
Volkszählung 1991:
- 17.380 Bosniaken (38,6 %)
- 15.811 Kroaten (35,1 %)
- 8.663 Serben (19,3 %)
- 3.153 Andere (7 %)

Volkszählung 2013:
- 13.269 Bosniaken (48,7 %)
- 12.555 Kroaten (46,1 %)
- 501 Serben (1,8 %)
- 933 Andere (3,4 %)

Jajce selbst wird überwiegend von Kroaten und Bosniaken bewohnt, während die Einwohner der Dörfer am nördlichen, östlichen und südlichen Gemeinderand zum größten Teil Bosniaken sind. Die Ortschaften im Tal der Rijeka um Krezluk im Südosten standen 2007 noch vollständig leer.

## Verkehr

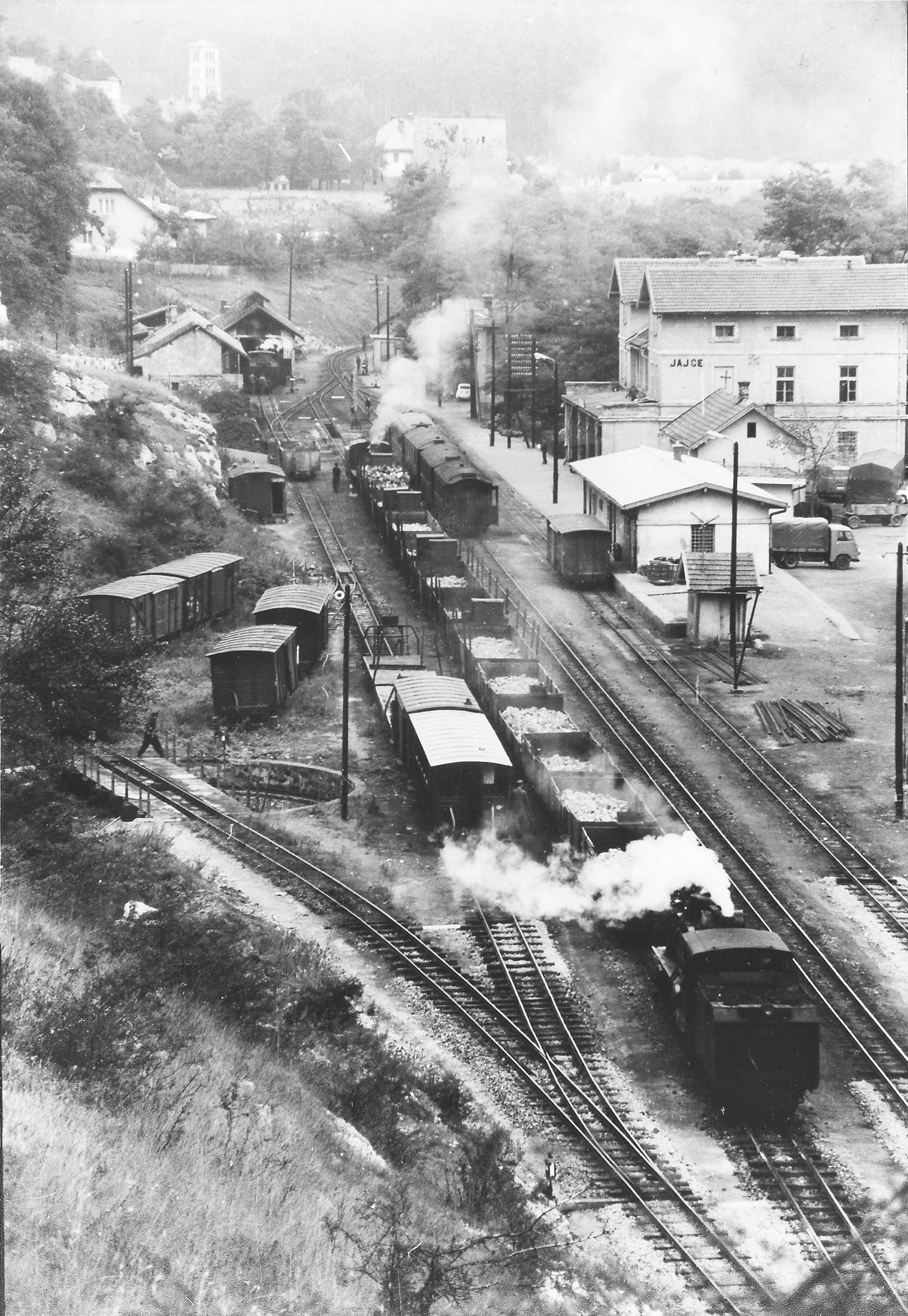
Bahnhof Jajce im Jahr 1966

Jajce liegt an der Gabelung der Fernstraßen M5 (Sarajevo-Ključ-Bihać) und M16 (Livno-Banja Luka), die sich die Trasse durch das obere Vrbas-Tal teilen. Ein weiterer, jedoch nicht ausgebauter Weg führt von Jajce über den 1179 m hohen Karaulapass nach Travnik.
Bereits 1895 wurde Jajce Endpunkt des Netzes der Bosnisch-Herzegowinischen Staatsbahnen (BHStB) mit bosnischer Spurweite von 760 Millimetern. Die Strecke Jajce–Donji Vakuf–Lašva führte nach Südosten über Donji Vakuf und den Zahnradabschnitt über den Komarsattel (Komar sedlo) und Travnik nach Lašva. Dort mündete sie in die Bosnabahn, die von Bosanski Brod nach Sarajevo führte und von dort in Gestalt der Narentabahn weiter bis zum Mittelmeer reichte. Über die Bosnische Ostbahn bestand später Anschluss an Belgrad. Der Bahnanschluss war wichtig für das Kraft- und Chemiewerk der Elektrobosna Jaice. 1916 schuf die Bosnische Forstindustrie Otto Steinbeis eine Verbindung mit ihrer Steinbeisbahn durch einen Weiterbau von Jaice nach Westen bis Čardak. Von dort führte bereits seit 1905 eine Zweigstrecke der Steinbeisbahn zu deren Hauptverbindung Knin–Prijedor. Der Bahnbetrieb wurde 1965 bis 1975 aufgegeben und die Gleise abgebaut.

## Sport
- NK Metalleghe-BSI
- NK Elektrobosna Jajce
- NK Maestral ’95 Jajce

## Partnerstädte
Jajce hat Stand 2023 acht Partnerstädte.
- Piacenza, Italien
- Alaçatı, Türkei
- Hallsberg, Schweden
- Ottensheim, Österreich
- Virovitica, Kroatien
- Zenica, Bosnien und Herzegowina
- Tomislavgrad, Bosnien und Herzegowina
- Szekszard, Ungarn

## Söhne und Töchter der Stadt
- Nikola Šop, bosnischer Schriftsteller
- Miroslav Filipović (1915–1946), kroatischer Kriegsverbrecher und ehemaliger Franziskaner
- Stipo Pranyko (1930–2021), Künstler und Bildhauer der Arte Povera
- Dusko Goykovich (1931–2023), serbischer Jazztrompeter
- Slavko Pervan (1936–2024), Balletttänzer und -choreograph
- Ermin Velić (* 1959), bosnisch-französischer Handballspieler und -trainer
- Zvezdana Seeger (* 1964), Managerin und Arbeitsdirektorin
- Ivan Sokolov (* 1968), bosnisch-niederländischer Schachgroßmeister
- Al’Dino (* 1970), bosnischer Sänger
- Armin Saračević (* 1967), bosnischer Kriegsveteran und ehemaliger Handballspieler der bosnischen Nationalmannschaft
- Irfan Škiljan (* 1973), österreichischer Softwareentwickler
- Bojan Tokič (* 1981), slowenischer Tischtennisspieler
- Kristijan Jajalo (* 1993), bosnischer Fußball-Torwart
- Mato Jajalo (* 1988), kroatischer Fußballspieler
- Marin Leovac (* 1988), kroatisch-österreichischer Fußballspieler
- Ivica Žunić (* 1988), bosnisch-kroatischer Fußballspieler

## Ansichten

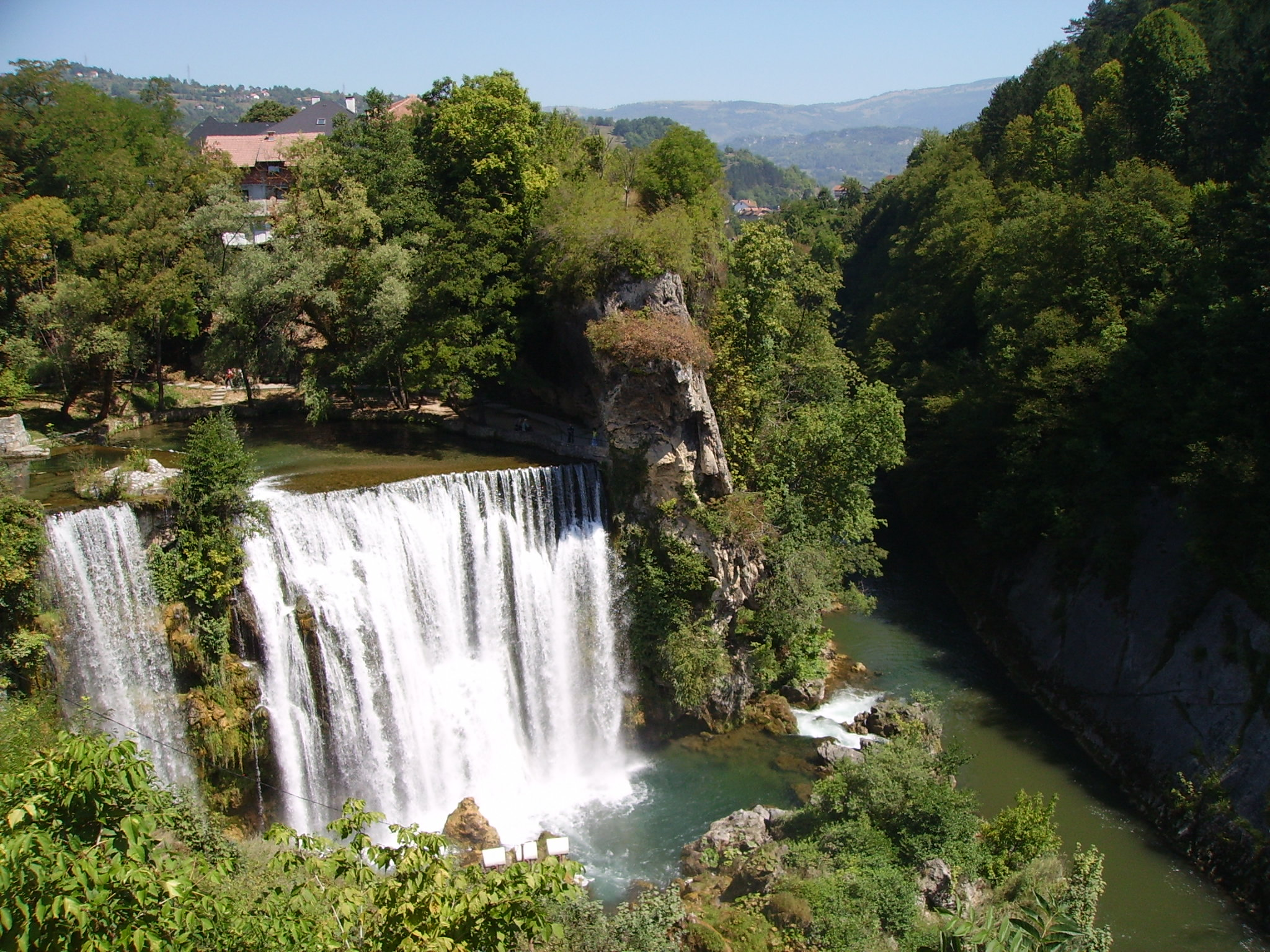
Wasserfall in Jajce
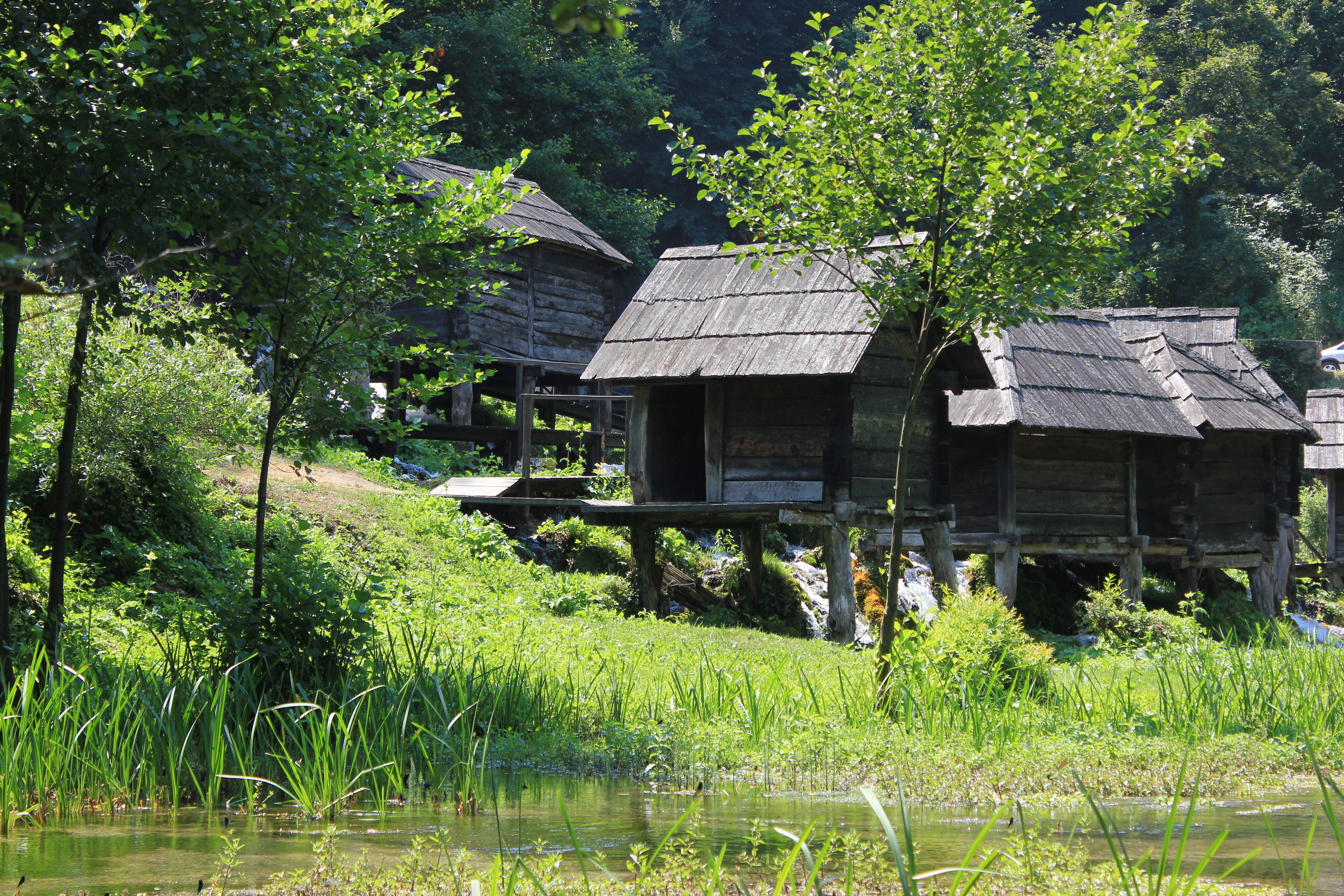
Wassermühlen an der Pliva
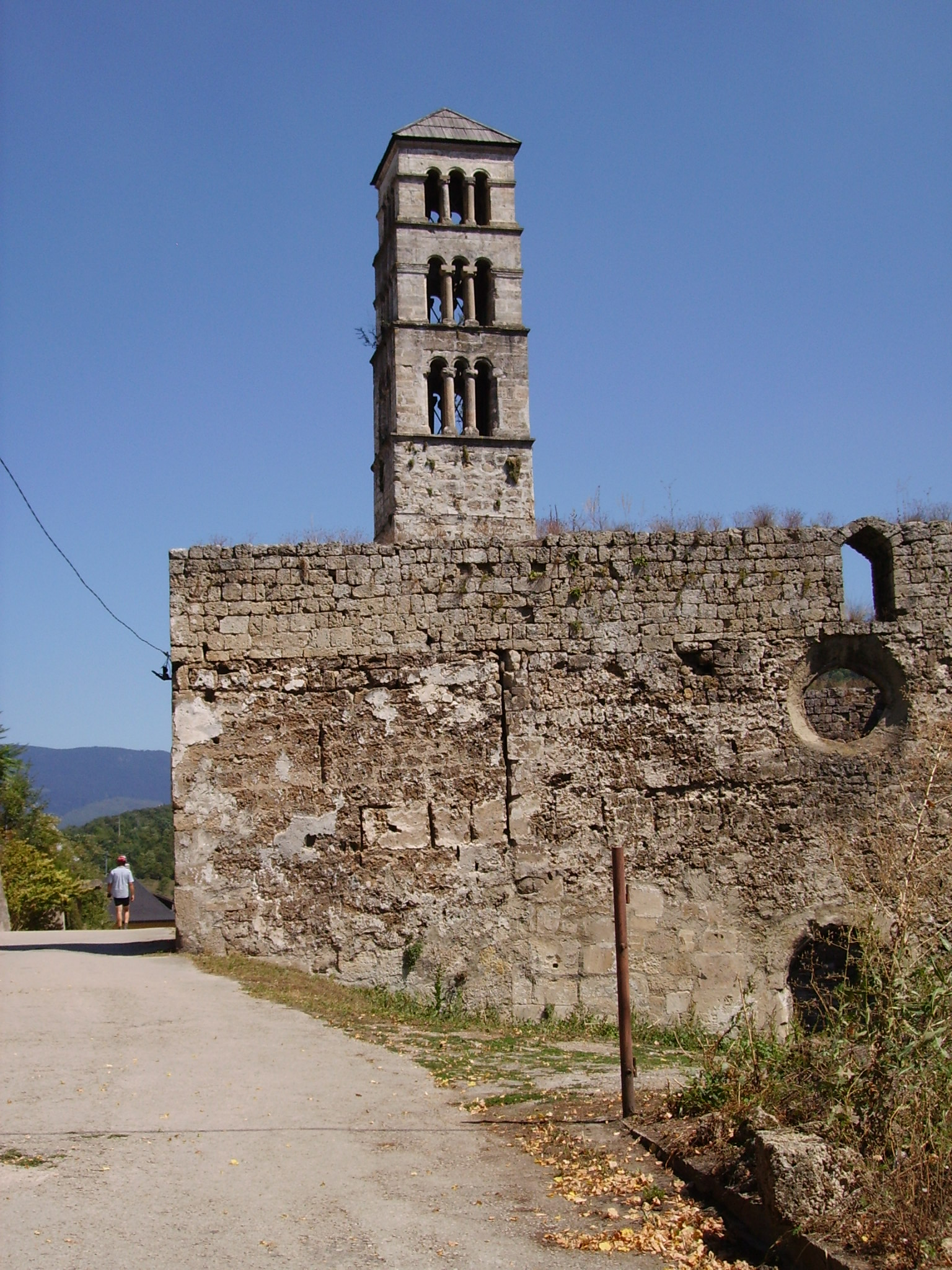
Lukasturm
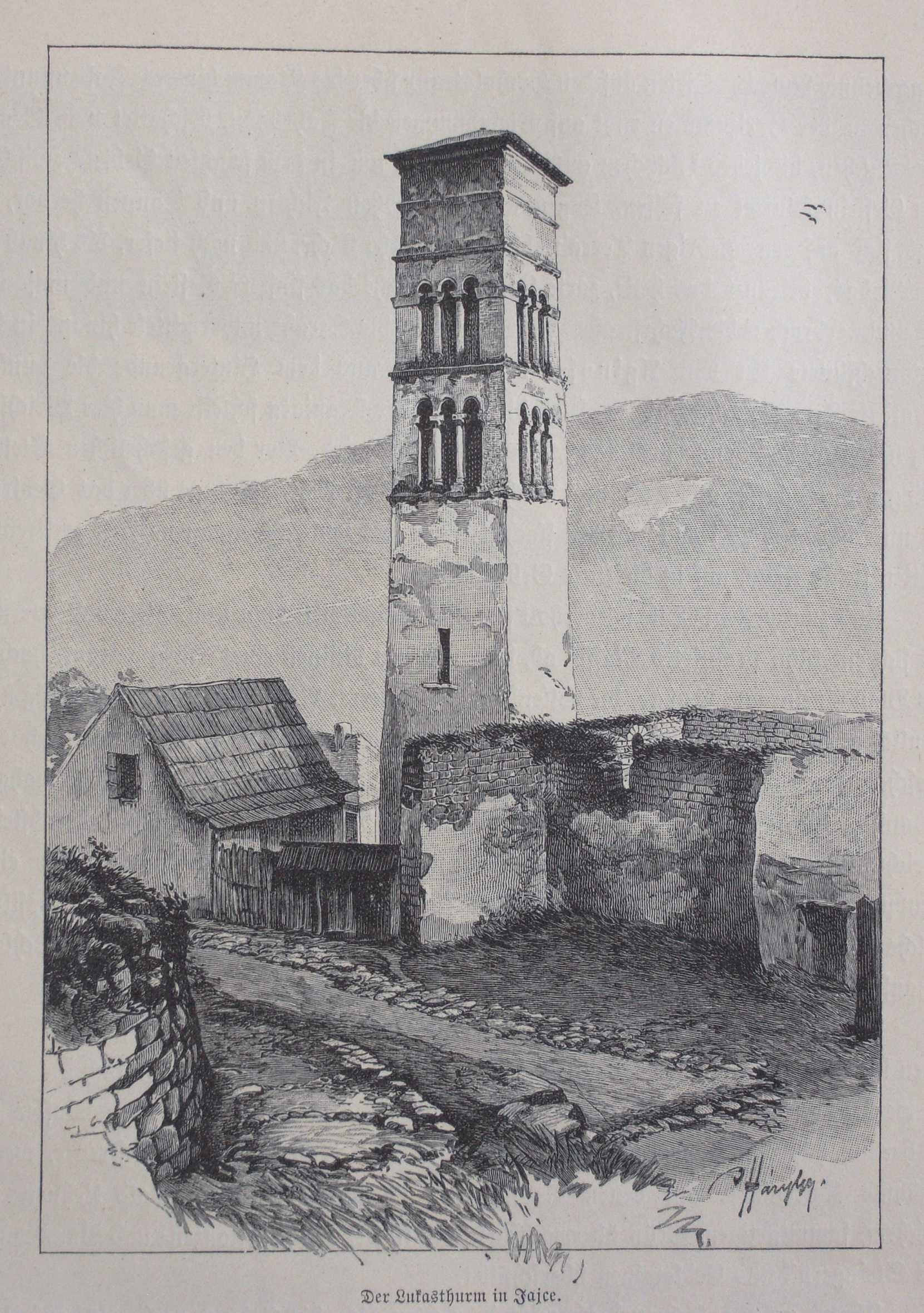
Lukasturm um 1900